# Alberto González Gonzalito
Alberto González, auch Gonzalito genannt, (* 1922; † 21. August 2003) war ein paraguayischer Fußballspieler, der mit der Nationalmannschaft seines Heimatlandes an der Südamerikameisterschaft 1949 und an der Fußball-Weltmeisterschaft 1950 in Brasilien teilnahm.

## Karriere

### Verein
Leben und Karriere von González sind spärlich dokumentiert. Er spielte nachweislich zwischen 1946 und 1953 für den Club Olimpia aus Asunción und gewann mit diesem Klub zweimal die paraguayische Meisterschaft.

### Nationalmannschaft
González debütierte am 3. April 1949 im Rahmen des Campeonato Sudamericano 1949 beim 3:0 gegen Kolumbien in der paraguayischen Nationalmannschaft. Bei dem im Ligasystem ausgetragenen Wettbewerb unterlag Paraguay im Entscheidungsspiel um den Turniersieg gegen den brasilianischen Gastgeber mit 0:7.
Im folgenden Jahr wurde González in das Aufgebot für die Fußball-Weltmeisterschaft 1950 in Brasilien berufen, für die Paraguay wegen des Verzichts von Ecuador und Peru automatisch qualifiziert war. Nach einem 2:2 gegen Schweden und einer 0:2-Niederlage gegen Italien schied Paraguay als Gruppenletzter aus dem Turnier aus. González kam in beiden Spielen zum Einsatz. Das Spiel gegen Italien war zugleich sein letzter Einsatz in der Nationalmannschaft.

## Erfolge
- Paraguayischer Meister: 1947, 1948